# 奇熙賢
奇熙賢（： Gi Heui Hyeon，1995年6月16日—），名字亦被譯為奇喜賢、齊熙賢，前藝名為Cathy（： Kae Si），現藝名為熙賢，韓國女歌手、演員。2015年以韓國女子團體DIA成員身分出道，隊內擔當第三任隊長、主Rapper、形象擔當，2016年1月暫停參與DIA的活動，參加Mnet選秀節目《PRODUCE 101》，在最終集排名第19名，節目結束後，於同年5月回歸DIA，並將藝名改回本名熙賢。

## 演藝經歷

### 出道前
1995年6月16日出生於韓國全羅北道全州市。
曾在Woollim娛樂作為Lovelyz的預備成員練習，2014年轉到MBK娛樂繼續作為練習生。

### 2015年
9月14日以MBK娛樂旗下女子團體DIA出道，以Cathy為藝名發行DIA的首張專輯《Do It Amazing》正式出道，在DIA中負責主Rapper和領舞。

### 2016年

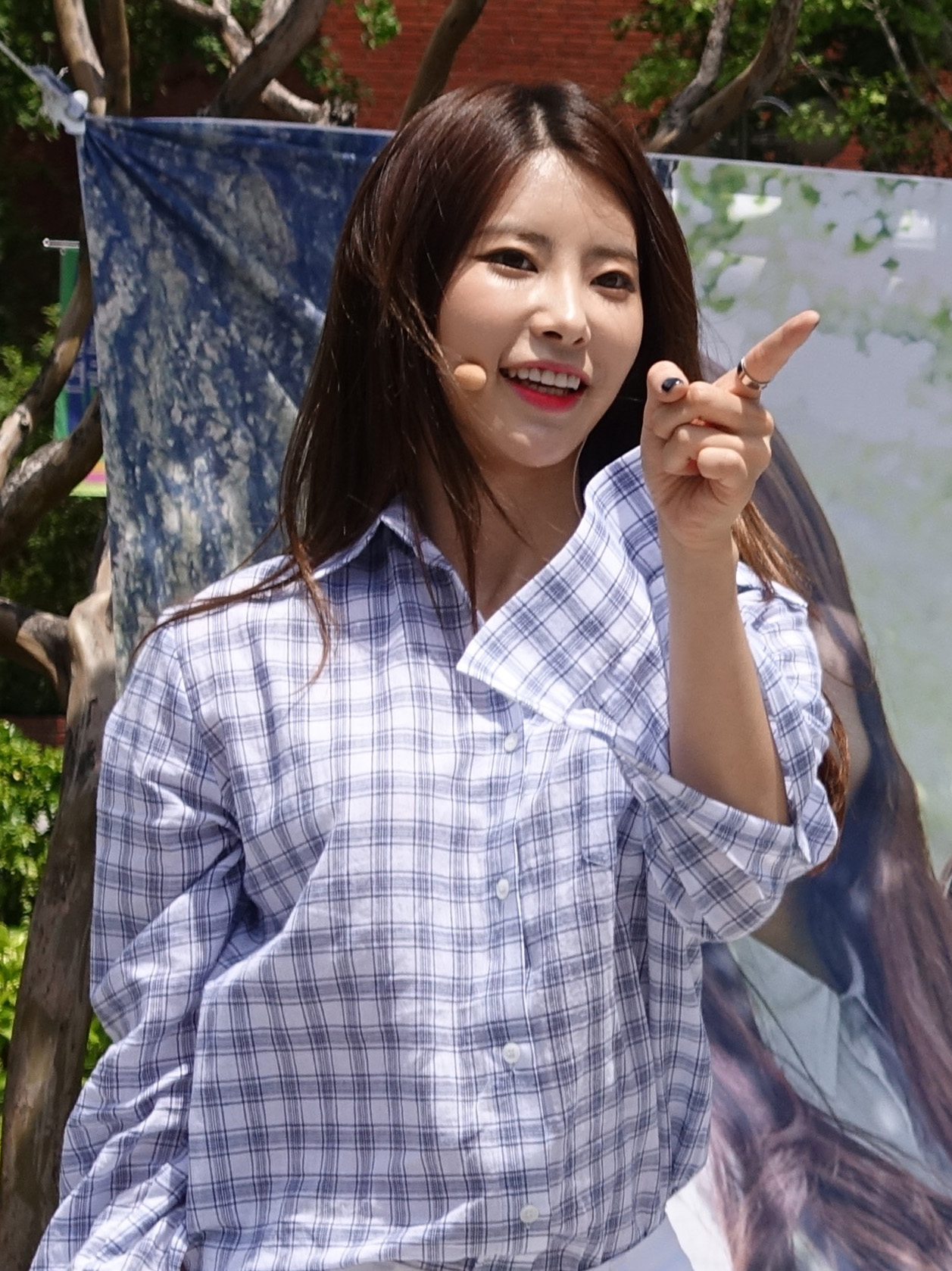
20160625大學路Busking奇熙賢

1月，暫停參與DIA活動，參加Mnet選秀節目《PRODUCE 101》，最終排名為第19名。
5月，宣布回歸DIA成員身份，將藝名改為參加《PRODUCE 101》期間使用的本名熙賢，並發行第一張迷你專輯《Happy Ending》。
9月，接替Eunice成為DIA第三任隊長。9月12日發行第二張迷你專輯《Spell》。
11月25日，參加在議政府體育館舉辦的Blue Star Concert，於表演〈Mr.Porter〉時，因舞台設計不良而從超過1公尺高度摔落。現場雖立即起身並回到舞台完成演出，但事後因尾椎及腳踝疼痛而赴醫院檢查，腳踝因韌帶拉傷暫時打石膏治療。
12月24日及25日，在首爾舉辦《第一次奇蹟》演唱會中，和Eunice、豫彬、彩娟組成A分隊빈챈현스(彬彩賢斯)，演唱自創曲〈너는 달 지구〉(你是地球的月亮)。演唱會結束後，12月29日正式發布數位音源，並於2017年1月5日開始參加音放舞台。

### 2017年
1月5日至9日，以小分隊빈챈현스(彬彩賢斯)，和Eunice、豫彬、彩娟於音樂節目演出〈너는 달 지구〉(你是地球的月亮)，打歌期為一周。
4月19日，DIA發行第二張正規專輯《YOLO》。
8月22日，DIA發行第三張迷你專輯《Love Generation》。
10月12日，DIA發行第三張迷你專輯《Love Generation》的改版專輯《Present》。

### 2018年
6月12日，開立個人微博，漢字正名為奇熙賢。
8月22日，DIA發行第三張迷你專輯《Summer Ade》。

### 2022年
9月17日，與PocketDol Studio合約到期後不續約，DIA解散。

## 音樂作品

### DIA
| 發行日期       | 類型     | 名稱                                                      | 備註                                       |
| 2016年12月29日 | 數位單曲 | 《First Miracle DIAID Ⅰ》〈너는 달 지구〉(你是地球的月亮) | Eunice/奇熙賢/Yebin/Chaeyeon(빈챈현스Unit) |

### 合輯或單曲
| 發布日期       | 專輯名稱                                      | 歌曲名稱   | 合作歌手                                                                |
| 2015年12月17日 | 數位單曲《PRODUCE 101 - PICK ME》             | PICK ME    | PRODUCE 101                                                             |
| 2016年3月19日  | 數位專輯《PRODUCE 101 - 35 Girls 5 Concepts》 | Fingertips | 安藝瑟、As One吳思佳、gu9udan金世正、I.O.I金請夏、Pristin林娜榮、鄭銀雨 |
| 2016年8月29日  | 數位單曲《花, 風和你》(꽃, 바람 그리고 너)    | 花, 風和你 | I.O.I全昭彌、金請夏、磪有情                                             |

### 詞曲創作
韓國音樂著作權協會之登記編號：CATHY/기희현(10010699)
| 發布日期       | 專輯名稱                                              | 歌曲名稱                                      | 參與部分   | 其他參與成員                                                                      | 備註                                         |
| 2015年9月15日  | 《Do It Amazing》                                     | 음악 들을래(要聽音樂)                         | 曲         |                                                                                   |                                              |
| 2016年6月14日  | 《Happy Ending》                                      | Happy Ending                                  | 詞         |                                                                                   |                                              |
| 2016年6月14日  | 《Happy Ending》                                      | 그 길에서(On The Road)                        | 詞         |                                                                                   | Melon網站標示/著作權協會未登記               |
| 2016年6月14日  | 《Happy Ending》                                      | 연습생(練習生)                                | 詞         | DIA所有成員合作                                                                   |                                              |
| 2016年6月14日  | 《Happy Ending》                                      | 기억할게요(我會記得)                          | 曲         | Yebin曲/Eunchae詞                                                                 |                                              |
| 2016年6月14日  | 《Happy Ending》                                      | 널 기다려 (Waiting For You) (DIA Ver.)        | 詞         | Yebin曲/Yebin詞                                                                   |                                              |
| 2016年8月29日  | 數位單曲〈꽃, 바람 그리고 너〉 (Flower, Wind and You) | 꽃, 바람 그리고 너                            | 詞         |                                                                                   |                                              |
| 2016年9月12日  | 《Spell》                                             | 7과 4분의3 (널+만나러+가는+길)                | 詞/曲/編曲 | Yebin詞                                                                           | Melon網站標示含編曲/著作權協會僅登記作詞作曲 |
| 2016年9月12日  | 《Spell》                                             | 꽃, 바람 그리고 너 (DIA Ver.)                 | 詞         |                                                                                   |                                              |
| 2016年9月12日  | 《Spell》                                             | 화가(火氣)                                    | 詞/曲      |                                                                                   |                                              |
| 2016年9月12日  | 《Spell》                                             | 더럽 (The love...)                            | 詞         | DIA所有成員合作                                                                   |                                              |
| 2016年12月29日 | 數位單曲〈너는 달 지구〉 (你是地球的月亮)             | 너는 달 지구(你是地球的月亮)                  | 詞/曲      | 빈챈현스 Unit(Eunice/Yebin/Chaeyeon)                                              |                                              |
| 2017年4月19日  | 《YOLO》                                              | 나랑 사귈래(Will you go out with me)          | 詞/曲      | Eunice、Jenny、Yebin、Eunjun、Chaeyeon合作詞 Eunice、Jenny、Yebin合作曲           |                                              |
| 2017年4月19日  | 《YOLO》                                              | 남.사.친(男.性.朋友)                          | 詞/曲      | Eunice、Jenny、Yebin、Eunjun合作詞 Eunice、Jenny合作曲                            |                                              |
| 2017年4月19日  | 《YOLO》                                              | 사월(四月)                                    | 詞         | Yebin、Eunjun合作詞/Yebin曲                                                       |                                              |
| 2017年4月19日  | 《YOLO》                                              | 마네킹(人形模特)                              | 詞/曲      | Eunice、Jenny、Yebin、Eunjun、Chaeyeon合作詞 Eunice、Jenny、Yebin、Chaeyeon合作曲 |                                              |
| 2017年4月19日  | 《YOLO》                                              | 빛(光)                                        | 詞/曲      | Eunice、Jenny、Yebin、Eunjun、Eunchae合作詞 Eunice、Jenny、Yebin、Eunjun合作曲    |                                              |
| 2017年4月19日  | 《YOLO》                                              | 시간이 없어(沒有時間)                         | 詞/曲      |                                                                                   |                                              |
| 2017年4月19日  | 《YOLO》                                              | 이 노래 들어볼래(聽這首歌嗎)                  | 詞         | Yebin、Eunjun合作詞/Yebin曲                                                       |                                              |
| 2017年4月19日  | 《YOLO》                                              | 너만 모르나 봄(只有你不知道的春天)            | 詞         | Yebin、Eunjun、Eunchae合作詞/Yebin曲                                              |                                              |
| 2017年4月19日  | 《YOLO》                                              | 乾坤坎離                                      | 詞/曲      | Eunice、Jenny、Yebin、Eunjun、Chaeyeon、Eunchae合作詞 Eunice、Jenny、Yebin合作曲  |                                              |
| 2017年4月19日  | 《YOLO》                                              | 나랑사귈래(BALLAD VER.) (要和我交往嗎 抒情版) | 詞/曲      | Eunice、Jenny、Yebin、Eunjun、Chaeyeon合作詞 Eunice、Jenny、Yebin合作曲           |                                              |
| 2017年4月19日  | 《YOLO》                                              | 나랑 사귈래 2016 (要和我交往嗎 2016)          | 詞/曲      | Eunice、Jenny、Yebin、Eunjun、Chaeyeon合作詞 Eunice、Jenny、Yebin合作曲           |                                              |
| 2017年8月22日  | 《LOVE GENERATION》                                   | LO OK                                         | 詞         |                                                                                   |                                              |
| 2017年8月22日  | 《LOVE GENERATION》                                   | #GMGN (Good morning & Good night)             | 詞         | Eunjun合作詞                                                                      |                                              |
| 2017年8月22日  | 《LOVE GENERATION》                                   | Paradise                                      | 詞         | Eunjun合作詞                                                                      |                                              |
| 2018年8月9日   | 《SUMMER ADE》                                        | Blue Day                                      | 詞/曲      |                                                                                   |                                              |

## 綜藝節目

### 單次嘉賓
| 播出日期       | 電視台     | 節目名稱                                       | 組合參演成員                                    |
| 2015年11月20日 | HOTZIL     | 《GIRL'S ON POUCH》                            | 承希、豫彬、Chaeyeon                            |
| 2016年5月20日  | JTBC       | 《嘻哈民族》                                   |                                                 |
| 2016年5月31日  | SBS        | 《New Star King》                              |                                                 |
| 2016年6月1日   | OnStyle    | 《Get It Beauty》                              |                                                 |
| 2016年6月23日  | KBS2       | 《維他命》                                     | Chaeyeon、豫彬                                  |
| 2016年7月3日   | KBS2       | 《Gag Concert》                                | Chaeyeon                                        |
| 2016年7月6日   | SBS        | 《Vocal 戰爭：神的聲音》                       |                                                 |
| 2016年7月8日   | Mnet       | 《Show Me The Money 5》                        | 恩真、彩娟                                      |
| 2016年7月12日  | SBS        | 《New Star King》                              | Eunice、豫彬                                    |
| 2016年7月13日  | SBS        | 《Vocal 戰爭：神的聲音》                       |                                                 |
| 2016年8月      | Mnet       | 《Unpretty Rapstar 3》補位賽                   | *僅網路播出                                     |
| 2016年9月18日  | KBS2       | 《Hello Friends》                              | Chaeyeon                                        |
| 2016年10月1日  | JTBC       | 《認識的哥哥》                                 |                                                 |
| 2016年10月22日 | KBS2       | 《不朽的名曲：傳說在歌唱》                     |                                                 |
| 2016年11月1日  | SBS Plus   | 《Stargram》                                   | Jenny、豫彬、恩真                               |
| 2016年11月17日 | KBS2       | 《Happy Together 3》                           |                                                 |
| 2017年1月26日  | JTBC2      | 《宋智孝的美麗風景》EP.2                       | Chaeyeon                                        |
| 2017年1月27日  | KBS2       | 《女團大戰-家門的榮耀》                        | Eunice、豫彬、彩娟                              |
| 2017年3月23日  | Fashion N  | 《Follow Me8》                                 | Eunice、Jenny、恩真、彩娟、恩彩                 |
| 2017年5月1日   | KBS2       | 《大國民脫口秀-你好》                          | Chaeyeon                                        |
| 2017年5月12日  | Mnet       | 《PRODUCE 101 (第二季)》                       | (台下觀賞比賽)                                  |
| 2017年5月19日  | Mnet       | 《PRODUCE 101 (第二季)》                       | (台下觀賞比賽)                                  |
| 2017年5月20日  | KBS2       | 《演藝家中介》                                 |                                                 |
| 2017年5月22日  | SBS funE   | 《The Show Fan PD - DIY idol fan meeting》     |                                                 |
| 2017年6月1日   | Onstyle    | 《Lipstick Prince2》                           | Chaeyeon                                        |
| 2017年6月15日  | FashionN   | 《Follow Me8》                                 | Eunice、Chaeyeon                                |
| 2017年6月20日  | SBS Plus   | 《Must eat20》                                 | Chaeyeon                                        |
| 2017年8月8日   | KBS2       | 《1 VS 100》                                   | 主恩、豫彬                                      |
| 2017年8月22日  | KBS1       | 《1 VS 100》                                   | 主恩、白豫彬                                    |
| 2017年8月22日  | KBS2       | 《青少年共感演唱會 On Dream School》           | 全員                                            |
| 2017年8月23日  | Onstyle    | 《Get It Beauty》                              | (影像信)                                        |
| 2017年9月6日   | SBS        | 《Style Follow》                               | Jueun、Yebin、Chaeyeon                          |
| 2017年11月4日  | KBS2       | 《不朽的名曲：傳說在歌唱》                     | Eunice、Jueun、Jenny、Eunjin、Chaeyeon、Eunchae |
| 2017年11月8日  | TvN        | 《周三美食匯》                                 | Chaeyeon                                        |
| 2017年11月13日 | arirang TV | 《Pops in Seoul》                              | Eunice、Jueun、Jenny、Eunjin、Chaeyeon、Eunchae |
| 2018年2月2日   | SBS        | 《叢林的法則》                                 | (影像信)                                        |
| 2018年2月10日  | KBS2       | 《The Unit》EP.14                              | (觀看比賽)                                      |
| 2018年2月27日  | KBS2       | 《1 VS 100》                                   | Jenny、Chaeyeon、Eunchae                        |
| 2018年3月6日   | KBS2       | 《1 VS 100》                                   | Jenny、Eunchae                                  |
| 2018年5月6日   | SBS        | 《瘋一點也可以(살짝미쳐도좋아)》               | Chaeyeon聲音出演                                |
| 2018年8月18日  | KBS        | 《柳熙烈的寫生簿》                             | 全員                                            |
| 2018年9月11日  | TvN        | 《大腦性感的時代－問題的男人》                 | Chaeyeon、Somyi                                 |
| 2018年9月14日  | MBN        | 《現實男女2》                                  |                                                 |
| 2018年9月26日  | MBC Every1 | 《Weekly Idol》                                | 全員                                            |
| 2018年9月29日  | KBS2       | 《不朽的名曲：傳說在歌唱》                     | 全員                                            |
| 2018年11月16日 | KBS2       | 《演藝家中介》                                 |                                                 |
| 2018年11月20日 | TvN        | 《I Can Smell Your Money》(너의 돈소리가 들려) |                                                 |
| 2018年11月27日 | TvN        | 《I Can Smell Your Money》(너의 돈소리가 들려) |                                                 |
| 2019年2月16日  | Channel A  | 《搭飛機去》(비행기 타고 가요)                 |                                                 |
| 2019年2月23日  | Channel A  | 《搭飛機去》(비행기 타고 가요)                 |                                                 |
| 2019年5月21日  | Olive      | 《One Pick Road》                              |                                                 |

### 固定出演
| 播出日期                    | 電視台 | 節目名稱        | 組合參演成員 |
| 2016年1月22日－2016年4月1日 | Mnet   | 《PRODUCE 101》 | Chaeyeon     |

## 廣播節目
| 播出日期       | 電台         | 節目名稱                     | 組合參演成員    |
| 2016年12月6日  | SBS Power FM | 《Bae Sung-jae's Ten》       | Chaeyeon        |
| 2017年5月6日   | SBS Power FM | 《Park So Hyun's Love Game》 | Chaeyeon        |
| 2017年8月23日  | KBS Cool FM  | 《HongKiRa》                 | Chaeyeon、Yebin |
| 2017年9月6日   | SBS Power FM | 《NCT's Night Night》        | Chaeyeon        |
| 2017年10月6日  | SBS Power FM | 《NCT's Night Night》        | Jueun           |
| 2017年11月12日 | EBS FM       | 《傾聽》                     | Chaeyeon        |

## 主持MC
| 播出日期       | 舉辦單位 | 節目名稱             | 備註                                     |
| 2016年10月5日  | SBS      | 《The Show News》    | 特別MC                                   |
| 2017年5月19日  | KBS2     | 音樂銀行             | 特別MC/全州 FIFA U20世界杯足球賽祈願公演 |
| 2017年10月26日 | Mnet     | M! Countdown         | 特別MC                                   |
| 2018年4月23日  | MBC      | Section TV 演藝通信  | 特別MC                                   |
| 2018年5月21日  | MBC      | Section TV 演藝通信  | 特別MC                                   |
| 2018年9月6日   |          | 安養國際青少年電影節 | 開幕式MC                                 |
| 2018年10月7日  | TvN      | 喜劇大聯盟           | 特別MC                                   |
| 2018年12月9日  | MBC      | Under Nineteen       | 游擊舞台特別MC                           |

## 模特兒走秀
| 日期          | 活動名稱                                  | 代言品牌       | 備註 |
| 2016年9月24日 | 首爾女孩時裝秀Seoul Girls Collection(SGC) | 비크(VIK)      |      |
| 2018年3月20日 | 18 F/W首爾時裝週                          | BLANC de NOIRS |      |
| 2018年3月23日 | 18 F/W首爾時裝週                          | ul:kin         |      |

## 戲劇作品

### 電視劇
| 年份   | 電視台 | 劇名              | 角色 | 備註                          |
| 2016年 | TvN    | 《獨酒男女》EP.15 | 客串 | 與DIA Eunjin和Jenny           |
| 2018年 | KBS2   | 《to Jenny》EP.1  | 客串 | 與DIA Chaeyeon、Eunice、Jueun |

### 網路或其他戲劇
| 年份   | 播出平台            | 劇名                   | 角色       | 備註        |
| 2015年 | Naver TVCast        | 《甜蜜的誘惑》         | 客串練習生 | 第4集       |
| 2016年 | DIA第一次奇蹟演唱會 | 《Happy Ending》第二部 | 奇熙賢     | 與DIAEunjin |
| 2021年 | Big Picture Mart    | Love in Blackhole      | Anna       |             |

### 電影
| 年份   | 電影名   | 角色 | 備註          |
| 2018年 | 《LALA》 | 客串 | 與DIAChaeyeon |

### 舞台劇
| 年份   | 戲劇名         | 角色               | 備註                  |
| 2018年 | 《戾悼》(여도) | 交河盧氏(교하노씨) | 5/13-5/20 共計演出7場 |

## 外部連結
- 奇熙賢的Instagram帳戶